# Puspamukti
Puspamukti is een bestuurslaag in het regentschap Tasikmalaya van de provincie West-Java, Indonesië. Puspamukti telt 3383 inwoners (volkstelling 2010).